# Bonlieu
 Bonlieu  es una comuna y población de Francia, en la región de Franco Condado, departamento de Jura, en el distrito de Saint-Claude y cantón de Saint-Laurent-en-Grandvaux.
Su población en el censo de 1999 era de 225 habitantes.
Está integrada en la Communauté de communes du Pays des Lacs .

## Demografía
| 213 | 195 | 170 | 158 | 206 | 225 |
| Para los censos de 1962 a 1999 la población legal corresponde a la población sin duplicidades (Fuente: INSEE [Consultar]) |     |     |     |     |     |